# 1945 у театрі

## Прем'єри
Червень
- 5 червня —
  - «На Вкраїні милій» І. Чабаненка (реж. С. Ткаченко, Державний театр ім. Марії Заньковецької , м. Львів) (худ. Ю. Стефанчук, комп. О. Радченко)[1]

- 7 червня —
  - «Місія містера Перкінса в країну більшовиків» О. Корнійчука (реж. Борис Романицький, Державний театр ім. Марії Заньковецької , м. Львів) (худ. В. Борисовець, комп. О. Радченко)[1]

Листопад
- 20 листопада —
  - «Мужицький посол» Л. Смілянського (реж. Василь Харченко, Державний театр ім. Марії Заньковецької , м. Львів) (худ. В. Борисовець, комп. О. Радченко)[1][2]

## Діячі театру

### Народилися
Січень
- 11 січня —
  -  Георгій Тараторкін (м. Ленінград) — радянський і російський актор театру і кіно, народний артист РРФСР (1984).

Квітень
- 16 квітня —
  -  Володимир Ільєнко (с. Краснопілка, нині у складі с. Бурти Кагарлицький район Київська область) — український актор театру та кіно, заслужений артист України (1997).